# Alexis FitzGerald senior
Alexis FitzGerald senior (irisch Alastar Mac Gearailt; * 1917; † 16. Juni 1985) war ein irischer Solicitor und Politiker. Er gehörte von 1969 bis 1981 dem Seanad Éireann, dem Oberhaus des irischen Parlaments, an.
FitzGerald wurde 1969 für die Fine Gael in den 12. Seanad Éireann gewählt. Bei den Wahlen zum 13. und 14. Seanad Éireann in den Jahren 1973 und 1977 konnte er sein Mandat jeweils verteidigen.
Sein Neffe Alexis FitzGerald junior wurde ebenfalls ein Politiker der Fine Gael.